# منتظران
شهر منتظران. شهری از توابع بخش مرکزی شهرستان دزفول در استان خوزستان ایران است.

## جمعیت
این شهر در بخش مرکزی قرار دارد و بر اساس سرشماری مرکز آمار ایران در سال ۱۳۸۵، جمعیت آن ۳٬۵۹۹ نفر (۷۸۷خانوار) بوده‌است.

## مردم
مردم این شهر از فارس های خوزی(دزفولی) می باشند